# Sergey Markov
Sergey Leonidovich Markov (em russo:  Марков Сергей Леонидович)(Julho 19 [Calend. juliano: Julho 7] 1878 - 25 de junho de 1918), foi um general do Exército Imperial Russo e se tornou um dos fundadores do Exército voluntario do sul da Rússia, braço armado do Movimento Branco.

## Biografia
Sergey Markov nasceu em São Petersburgo, um oficial de carreira, ele se formou na Academia do Estado-Maior, mais tarde renomeada Academia Militar Imperial Nicolau I.
Em 1904 e lutou na Guerra Russo-Japonesa onde foi condecorado com a Ordem de São Vladimir.
Entre 1911 e 1914, ele lecionou na Academia Militar Nikolaev de São Petersburgo. Durante a Primeira Guerra Mundial, Markov lutou sob o comando do General Denikin, na famosa "divisão de ferro" onde foi condecorado com a Ordem de São Jorge por bravura. Denikin descreve Markov como hábil e corajoso estrategista, amado por seus homens, comunicativo, eloquente e, principalmente, honesto sabendo como lidar com oficialato e soldados, liderando seus homens na frente de batalha pois, segundo Denikin, com toda sua energia e entusiasmo Markov não conseguia se sentir confortável em quartéis generais longe do front. Ao assumir o comando do 13º regimento Markov os leva de uma vitória a outra durante a campanha da Galicia. Após seu serviço em sua divisão Denikin o recomendou para de função de segundo Quartel Mestre General, anteriormente Markov havia sido assistente do primeiro Quartel Mestre General
Após a Revolução de fevereiro de 1917, Markov foi primeiro promovido a comandante da Frente Sudoeste, mas mais tarde demitido e preso por causa de seu apoio ao General Lavr Kornilov durante o Golpe de Kornilov. Em 19 de novembro de 1917, Markov escapou da prisão e junto com os generais Denikin e Kornilov, e foi um dos responsáveis pela formação do Exército Voluntário na região de Don.
Em 13 de junho de 1918, no início da Segunda Campanha de Kuban, Markov foi mortalmente ferido em uma batalha contra o Exército Vermelho perto da cidade de Salsk e morreu poucos dias depois. Após sua morte o Exército Voluntário nomeou um regimento em sua homenagem, além de levar o nome de Markov o regimento compôs uma música em sua honra, os remanescentes de divisão de Markov foram evacuados de Sevastopol em 1920, quando a Crimeia cai para o exercito vermelho e os remanescentes do Exército do sul da Rússia vão ao exílio. o corpo Markov foi enterrado anos antes em Novocherkassk.

## Legado
Em suas obras Denkim não poupa elogios a Markov, o considerando um excelente estrategista e um exímio soldado. Ficou conhecido como "General de Couro" por sempre estar vestido com couro preto. Após a queda da união soviética, Markov, no ano de 2003, se tornou o primeiro general branco a ter um monumento construído em sua homenagem, o monumento esta localizado na cidade de Salsk.[carece de fontes?]